# もばらーめん
もばらーめんは千葉県茂原市のご当地ラーメン。
発案店の「らぁ麺三軒屋」をはじめ、茂原エリアの協力店が提供するラーメンである。テレビ番組『秘密の県民ショー』で取り上げられたことがあり、茂原市のみではなく、首都圏近郊からラーメンを食しに茂原市を訪れる人がいる。
2010年に、茂原のご当地ラーメンとして三軒屋グループの2号店である「らぁ麺三軒屋」にて発案された。この際に、乗せられる豚バラ肉が多いことから「もりもりのバラ肉ラーメン」を略した名称として名付けられた。豚バラ肉が乗った「バラ肉ラーメン」であり、「茂原（もばら）」とを掛けた名称となっている。茂原市内の店舗では乗せる豚バラ肉を70グラムから最大350グラムまで5段階で選べるところもある。
提供する店舗によって、味が異なるのももばらーめんの特徴であり、以下に例示する。
- らぁ麺三軒屋 - 豚骨と野菜を使ったスープに、ニンニク系のスタミナラーメン[2]。
- 中華そば 鷸（） - 鶏、貝の出汁と松茸ペーストを用いたあっさりラーメン[2]。

2011年時点では、茂原市内で7店舗がもばらーめんを提供している。また、以下の4つの「心得」を定めている。
1. 盛り盛りの豚バラ肉は必須。
2. ネギなどの野菜は、茂原近辺で採れたものを使用する。
3. 職人は、こだわりを持って、まごころを込めて仕上げる。
4. 提供店は、茂原を愛する。

2012年に茂原市で開催された茂原市のB級グルメを競う「茂原B級グルメmoba-1グランプリ」では、もばらーめんは僅差の2位であった。